# Conversations with Other Women
Conversations with Other Women is een Amerikaanse film uit 2005 onder regie van Hans Canosa, die in première ging op het Amerikaanse Filmfestival van Telluride. De productie was in Nederland voor het eerst te zien op het Film by the Sea-filmfestival 2006. Bijna de gehele film bestaat uit een gesprek tussen een niet bij naam genoemde man (Aaron Eckhart) en een niet bij naam genoemde vrouw (Helena Bonham Carter).

## Verhaal
Een man (Aaron Eckhart) en een vrouw (Helena Bonham Carter) komen elkaar tegen op een bruiloftsfeest. Zij is het zevende bruidsmeisje dat komt voor de bruid, die zijn zus is. De twee houden zich afzijdig van het feestgedruis, dat ook al ver ten einde is. In plaats daarvan slaan ze aan het flirten met elkaar.
Gaandeweg de film blijkt dat dit bepaald niet de eerste ontmoeting is tussen de twee. Ooit waren ze met elkaar getrouwd, jaren geleden. Terwijl ze zowel positieve als negatieve herinneringen daaraan ophalen, krijgt de kijker beelden te zien van hun jongere versies (Nora Zehetner en Erik Eidem). Hoewel zowel de man als de vrouw in een nieuwe relatie zijn verwikkeld, bewegen ze zich gaandeweg naar haar slaapkamer om het volgens haar onvermijdelijke te laten uitkomen, hoewel ze al weet dat ze er waarschijnlijk spijt van krijgt.

## Rolverdeling
| Acteur               | Personage                  |
| -------------------- | -------------------------- |
| Helena Bonham Carter | Vrouw                      |
| Aaron Eckhart        | Man                        |
| Brian Geraghty       | Bruidegom                  |
| Brianna Brown        | Bruid                      |
| Erik Eidem           | Jonge man                  |
| Nora Zehetner        | Jonge vrouw                |
| Thomas Lennon        | Maker van de bruiloftsfilm |
| Olivia Wilde         | Bruidsmeisje in de lift    |
| Cerina Vincent       | Danseres Sarah             |